# Abdi Salim
Abdi Muya Salim (Nairobi, 1º aprile 2001) è un calciatore somalo, difensore del San Antonio FC e della nazionale somala.

## Biografia
Nato a Nairobi da genitori somali, è cresciuto nel campo profughi di Dagahaley, vicino a Dadaab, dove i genitori si erano rifugiati in fuga dalla Somalia. Nel 2003 si è trasferito negli Stati Uniti, dove i genitori avevano fatto richiesta di asilo politico prima della sua nascita.

## Caratteristiche tecniche
Gioca come difensore centrale.

## Carriera

### Club
Salim ha iniziato a giocare a calcio con Delaware SC ed Empire United prima di iniziare il periodo universitario dove ha giocato con i Buffalo State Bengals, la selezione calcistica della Buffalo State University. Nel 2020 si è trasferito all'Università di Syracuse dove ha fatto parte del Syracuse Orange. Nel 2021 ha subito la rottura del legamento crociato anteriore del ginocchio destro, saltanto quasi la totalità della stagione. Rientrato dall'infortunio, nel 2022 ha giocato alcune partite con l'Ocean City Nor'easters in USL League Two.
Il 21 dicembre 2022 è stato selezionato dall'Orlando City all'MLS SuperDraft, con cui ha firmato un contratto professionistico il 14 febbraio 2023. Ha esordito in prima squadra il 5 marzo seguente nell'incontro di MLS pareggiato 0-0 contro il FC Cincinnati.

### Nazionale
Il 14 ottobre 2023 ha debuttato con la nazionale somala nell'incontro amichevole perso 3-0 contro il Niger.

## Statistiche

### Presenze e reti nei club
Statistiche aggiornate al 7 giugno 2024.
| Stagione        | Squadra                | Campionato      | Campionato | Campionato | Coppe nazionali | Coppe nazionali | Coppe nazionali | Coppe continentali | Coppe continentali | Coppe continentali | Altre coppe | Altre coppe | Altre coppe | Totale | Totale | Totale |
| Stagione        | Squadra                | Comp            | Pres       | Reti       | Comp            | Pres            | Reti            | Comp               | Pres               | Reti               | Comp        | Pres        | Reti        | Pres   | Reti   |        |
| --------------- | ---------------------- | --------------- | ---------- | ---------- | --------------- | --------------- | --------------- | ------------------ | ------------------ | ------------------ | ----------- | ----------- | ----------- | ------ | ------ | ------ |
| 2022            | Ocean City Nor'easters | USL-2           | 7          | 0          | USCup           | 0               | 0               |                    | -                  | -                  |             | -           | -           | 7      | 0      |        |
| 2023            | Orlando City B         | MNP             | 16         | 2          |                 | -               | -               |                    | -                  | -                  |             | -           | -           | 16     | 2      |        |
| 2024            | Orlando City B         | MNP             | 4          | 0          |                 | -               | -               |                    | -                  | -                  |             | -           | -           | 4      | 0      |        |
| 2023            | Orlando City           | MLS             | 3          | 0          | USCup           | 0               | 0               | CCL                | 0                  | 0                  | LC          | 0           | 0           | 3      | 0      |        |
| 2024            | Orlando City           | MLS             | 0          | 0          | USCup           | 0               | 0               | CCC                | 1                  | 0                  |             | -           | -           | 1      | 0      |        |
| Totale carriera | Totale carriera        | Totale carriera | 30         | 2          |                 | 0               | 0               |                    | 1                  | 0                  |             | 0           | 0           | 31     | 2      |        |

### Cronologia presenze e reti in nazionale
| Cronologia completa delle presenze e delle reti in nazionale ― Somalia | Cronologia completa delle presenze e delle reti in nazionale ― Somalia | Cronologia completa delle presenze e delle reti in nazionale ― Somalia | Cronologia completa delle presenze e delle reti in nazionale ― Somalia | Cronologia completa delle presenze e delle reti in nazionale ― Somalia | Cronologia completa delle presenze e delle reti in nazionale ― Somalia | Cronologia completa delle presenze e delle reti in nazionale ― Somalia | Cronologia completa delle presenze e delle reti in nazionale ― Somalia |
| Data                                                                   | Città                                                                  | In casa                                                                | Risultato                                                              | Ospiti                                                                 | Competizione                                                           | Reti                                                                   | Note                                                                   |
| ---------------------------------------------------------------------- | ---------------------------------------------------------------------- | ---------------------------------------------------------------------- | ---------------------------------------------------------------------- | ---------------------------------------------------------------------- | ---------------------------------------------------------------------- | ---------------------------------------------------------------------- | ---------------------------------------------------------------------- |
| 14-10-2023                                                             | Mohammedia                                                             | Niger                                                                  | 3 – 0                                                                  | Somalia                                                                | Amichevole                                                             | -                                                                      |                                                                        |
| 17-10-2023                                                             | Khouribga                                                              | Somalia                                                                | 0 – 2                                                                  | Sierra Leone                                                           | Amichevole                                                             | -                                                                      |                                                                        |
| 16-11-2023                                                             | Algeri                                                                 | Algeria                                                                | 3 – 1                                                                  | Somalia                                                                | Qual. Mondiali 2026                                                    | -                                                                      |                                                                        |
| 20-3-2024                                                              | El Jadida                                                              | Somalia                                                                | 0 – 3                                                                  | eSwatini                                                               | Qual. Coppa d'Africa 2025                                              | -                                                                      |                                                                        |
| Totale                                                                 |                                                                        | Presenze                                                               | 4                                                                      |                                                                        | Reti                                                                   | 0                                                                      |                                                                        |